# Região Metropolitana da Zona da Mata
A Região Metropolitana da Zona da Mata é uma região metropolitana brasileira localizada no estado de Alagoas, instituída pela lei complementar estadual nº 31, de 15 de dezembro de 2011, e constituída por quinze municípios: Branquinha, Campestre, Colônia Leopoldina, Flexeiras, Ibateguara, Jacuípe, Joaquim Gomes, Jundiá, Matriz do Camaragibe, Novo Lino, Porto Calvo, Santana do Mundaú, São José da Laje, São Luís do Quitunde e União dos Palmares.
O município de Murici, no ano de 2014, foi excluído da Região Metropolitana da Zona da Mata e passou a pertencer à Região Metropolitana de Maceió.